# Stefan Duppel
Stefan Duppel (* 10. Oktober 1962 in Tübingen) ist ein deutscher Diplomat. Er war von 2022 bis 2024 Botschafter in Venezuela und ist seit 2024 Botschafter in Uruguay.

## Leben
Duppel studierte Rechtswissenschaften und trat anschließend in den Auswärtigen Dienst ein. 1993 wurde er Referent für Wirtschaftsbeziehungen mit Osteuropa im Auswärtigen Amt, danach war er von 1994 bis 1997 in der politischen Abteilung der Botschaft Madrid tätig. 1997 wurde er im Auswärtigen Amt Mitarbeiter im Büro des Beauftragten für Menschenrechte und Humanitäre Hilfe. 2001 ging er als Kulturattaché an die Botschaft Buenos Aires. Im Anschluss war Duppel von 2005 bis 2009 erneut im Auswärtigen Amt tätig, diesmal als stellvertretender Leiter des Referats Strategie und Planung der Auswärtigen Kulturpolitik und Kommunikation. 2009 wurde er Ständiger Vertreter des Botschafters und Leiter des Wirtschaftsreferats der Botschaft Bangkok. Von 2011 bis 2015 leitete Duppel im Bundespräsidialamt in Berlin das Büro des Bundespräsidenten a. D. Richard von Weizsäcker. Anschließend übernahm er im Auswärtigen Amt die Leitung des Referats für das Goethe-Institut und das Institut für Auslandsbeziehungen. Von 2016 bis 2019 war Duppel Botschafter der Bundesrepublik Deutschland in Ulaanbaatar (Mongolei). Im August 2019 trat er sein Amt als Leiter der deutschen Botschaft in La Paz (Bolivien) an und überreichte am 5. Februar 2020 der Präsidentin von Bolivien, Jeanine Áñez Chavez, sein Beglaubigungsschreiben.
Im August 2022 wurde er Botschafter in Venezuela und als solcher Leiter der Botschaft Caracas. Im Jahr 2024 folgte ihm Volker Pellet auf diesem Posten. Duppel ging seinerseits als Botschafter nach in Uruguay und übernahm die Leitung der Botschaft Montevideo.
Er ist mit der spanischen Juristin und Autorin Elena Alonso Frayle verheiratet und hat zwei Kinder.